# 上山千穂
上山 千穂（うえやま ちほ、1975年10月31日 - ）は、テレビ朝日のエグゼクティブアナウンサー。

## 人物
兵庫県神戸市出身。小林聖心女子学院高等学校、聖心女子大学文学部英米文学科卒業。
中学と高校はサッカー部に所属しキャプテンを務めた。大学ではゴルフ部に所属。
職務経歴
1998年4月、テレビ朝日に入社。アナウンス部に所属。アナウンサーとしてのデビューは、同年8月に開催された第80回全国高等学校野球選手権大会での朝日放送（当時。現：朝日放送テレビ）の高校野球中継にてアルプススタンド応援団リポート（SUNSUNリポート）で、松坂大輔が活躍した横浜高校のほとんどの試合でリポーターを務めた。同年10月からは『GET SPORTS』や『はい!テレビ朝日です』でリポーターを担当。
以後、アナウンサーとして報道を中心に仕事を行うことになり、
1999年2月から『ニュースステーション』のサブキャスター、お天気キャスター（～2004年3月26日)。2005年4月から『やじうまプラス』のニュースコーナー担当（～2007年3月）。
2007年5月28日から『ANNニュース』のキャスター（～2010年3月26日）。
2010年3月29日から夕方放送の『スーパーJチャンネル』のメインキャスター（～2013年3月）
本人の意向で、2013年3月末で一旦すべての番組を降板し、同局の研修制度を利用し、米国のコロンビア大学国際公共政策大学院へ留学、（同大学院で公共政策修士を取得し）渡米から1年5カ月後の2014年10月に帰国し、アナウンス部に復帰。
2015年4月、復帰後初のレギュラーとして『ANNスーパーJチャンネル』→『スーパーJチャンネル』（土曜版）のメインキャスターを担当。

## パーソナルデータ
- 趣味：テニスの壁打ち、ゴルフ[5]
- 資格：公共政策修士、英検1級[5]
- 家族：夫。10年の交際を（特に上山の米国留学中は遠距離交際も）経て、2017年6月に弁護士の男性と結婚[6]。

## 出演番組
制作局の表記のない番組はテレビ朝日制作。
- 全国高校野球選手権大会中継（朝日放送、1998年8月） - アルプススタンドリポート
- Get SPORTS（1998年10月 - 1999年9月） - リポーター・ナレーション・スタジオ朗読
- はい!テレビ朝日です（1998年10月 - 1999年9月） - リポーター・アシスタントMC
- ニュースステーション（1999年2月 - 2004年3月26日） - サブキャスター・お天気キャスター
- やじうまプラス（2004年4月 - 2006年3月） - ニュースコーナー
- スーパーモーニング（2006年4月） - リポーター
- みんなの脳ドリル（BS朝日、2006年4月 - 2006年9月）
- 都のかほり（2008年3月31日 - 2009年9月30日） - ナビゲーター
- ANNニュース
  - 平日昼キャスター（2007年5月28日 - 2010年3月26日）
  - 夜のスポットニュース担当（2015年7月5日 - 2017年4月8日）
- 伊藤元重の経済×未来研究所（2008年5月24日 - 2010年3月27日）
- スーパーJチャンネル
  - 平日版メインキャスター（2010年3月29日 - 2013年3月29日）
  - 土曜版メインキャスター（2015年4月4日 - 2023年7月1日）
  - 日曜版メインキャスター（2017年4月9日 - 2018年3月25日）
- TOKYO応援宣言（2015年4月5日 - 2016年12月25日） - ニュースコーナー
- ANN NEWS&SPORTS（2015年7月5日 - 2017年4月17日、2018年4月2日 - 2020年3月30日） - 月曜日未明に放送の日曜日の最終版ニュース（第1期は『GET SPORTS』に内包）を担当。2017年1月8日から復活した土曜版も担当。
- 日曜スクープ（2020年4月5日 - ） - メインキャスター

## 映画
- 映画ドラえもん のび太のひみつ道具博物館 - カーナビ（声の出演）

## 同期アナウンサー
- 徳永有美（退社）
- 野村真季
- 小木逸平
- 小松靖